# Megachile subserricauda
Megachile subserricauda är en biart som beskrevs av Rayment 1935. Megachile subserricauda ingår i släktet tapetserarbin, och familjen buksamlarbin. Inga underarter finns listade i Catalogue of Life.